# SsangYong Chairman
Der SsangYong Chairman ist ein Modell des koreanischen Automobilherstellers SsangYong. Die viertürige Stufenhecklimousine basiert auf der Plattform des Mercedes-Benz W 124 und wurde zwischen 1997 und 2017 produziert. Das zuerst erschienene Modell war der Chairman H. Optisch sieht diese Limousine sehr stark dem Mercedes-Benz W 140 (S-Klasse) ähnlich, da das Karosserie-Design kopiert wurde. Wegen der technischen Verwandtschaft und auch wegen der Verwendung Mercedes-typischer äußerer Stilelemente wird der Wagen in Deutschland nicht angeboten. Die Optik des Chairman und die Modellbezeichnungen 500 und 600 erinnern an die Mercedes S-Klasse, doch dient als Basis lediglich die E-Klasse.
Durch Übernahme von SsangYong durch Daewoo wurde der Chairman auch als Daewoo Chairman zwischen 1998 und 2005 vertrieben. In Zusammenarbeit mit dem nordkoreanischen Automobilhersteller Pyeonghwa entstand 2006 auch ein Schwestermodell, welches momentan den Namen Pyeonghwa Zunma trägt. Das ab dem Spätjahr 2010 in der Volksrepublik China gefertigte Schwestermodell hingegen wird unter der Marktbezeichnung Roewe 850 vermarktet.

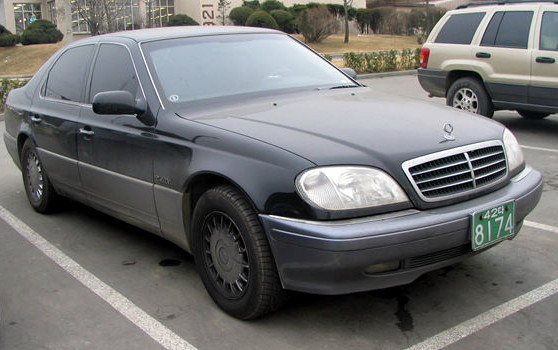
SsangYong Chairman CM 1997–2004
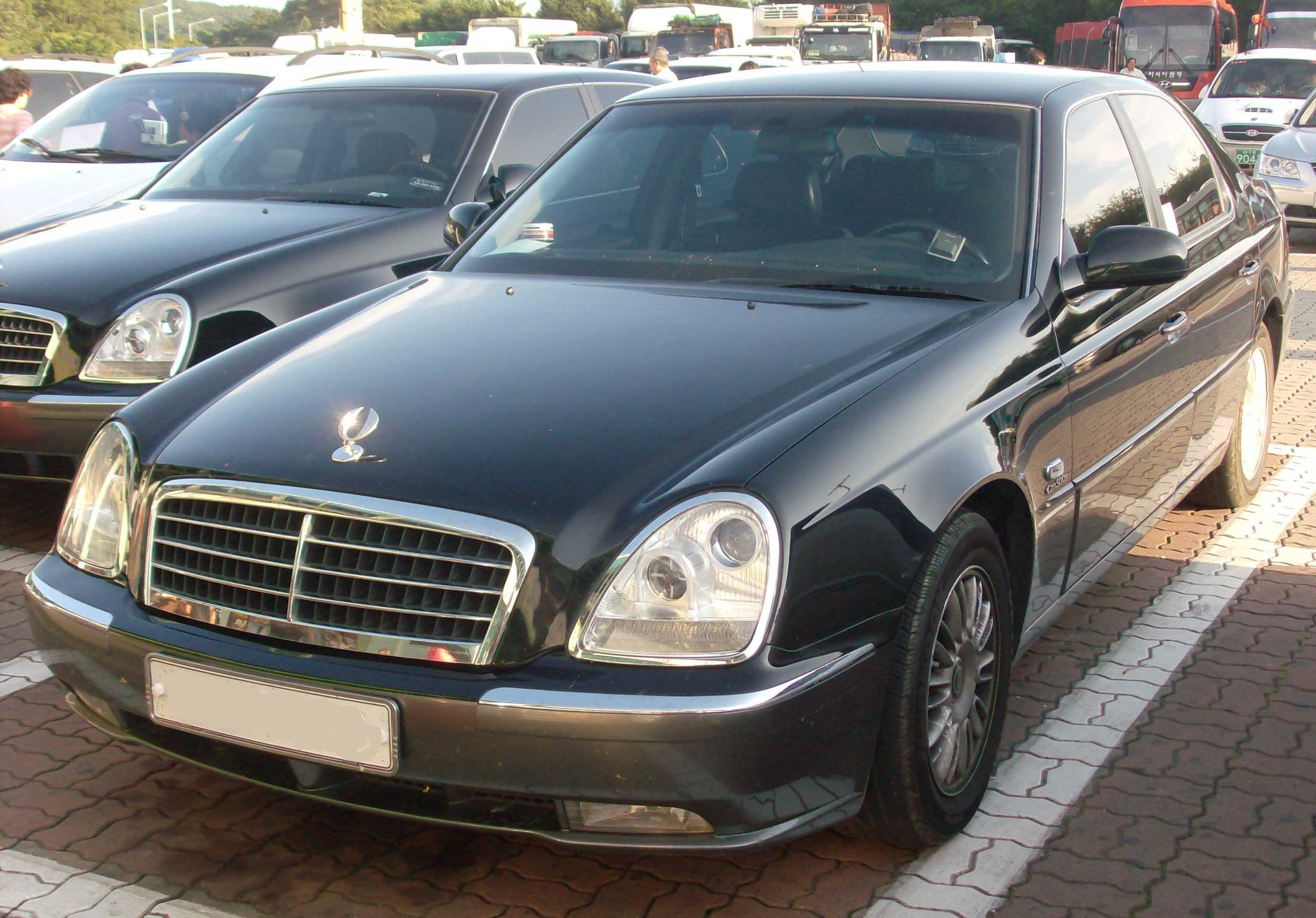
SsangYong Chairman H 2005–2008
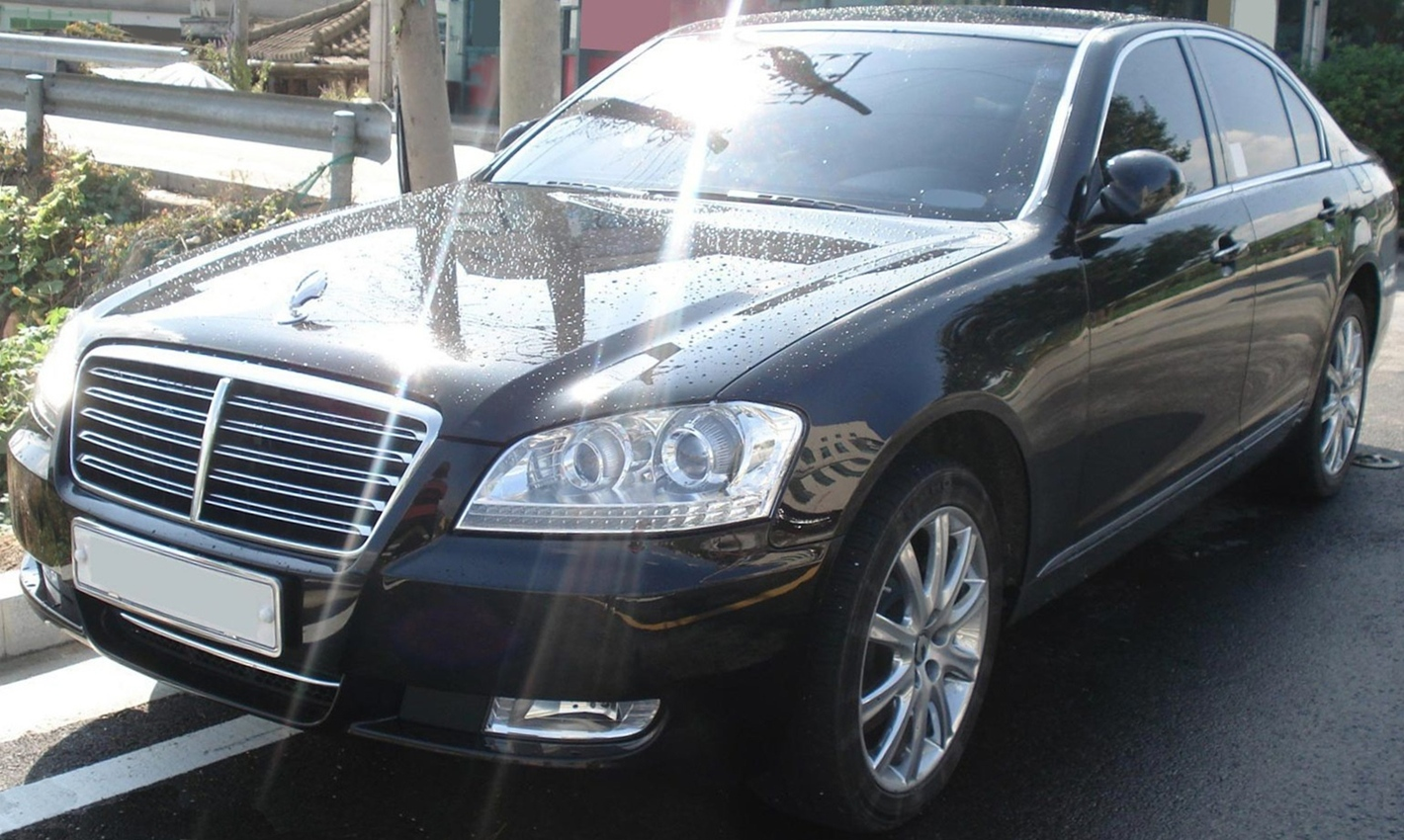
SsangYong Chairman W 2008–2011
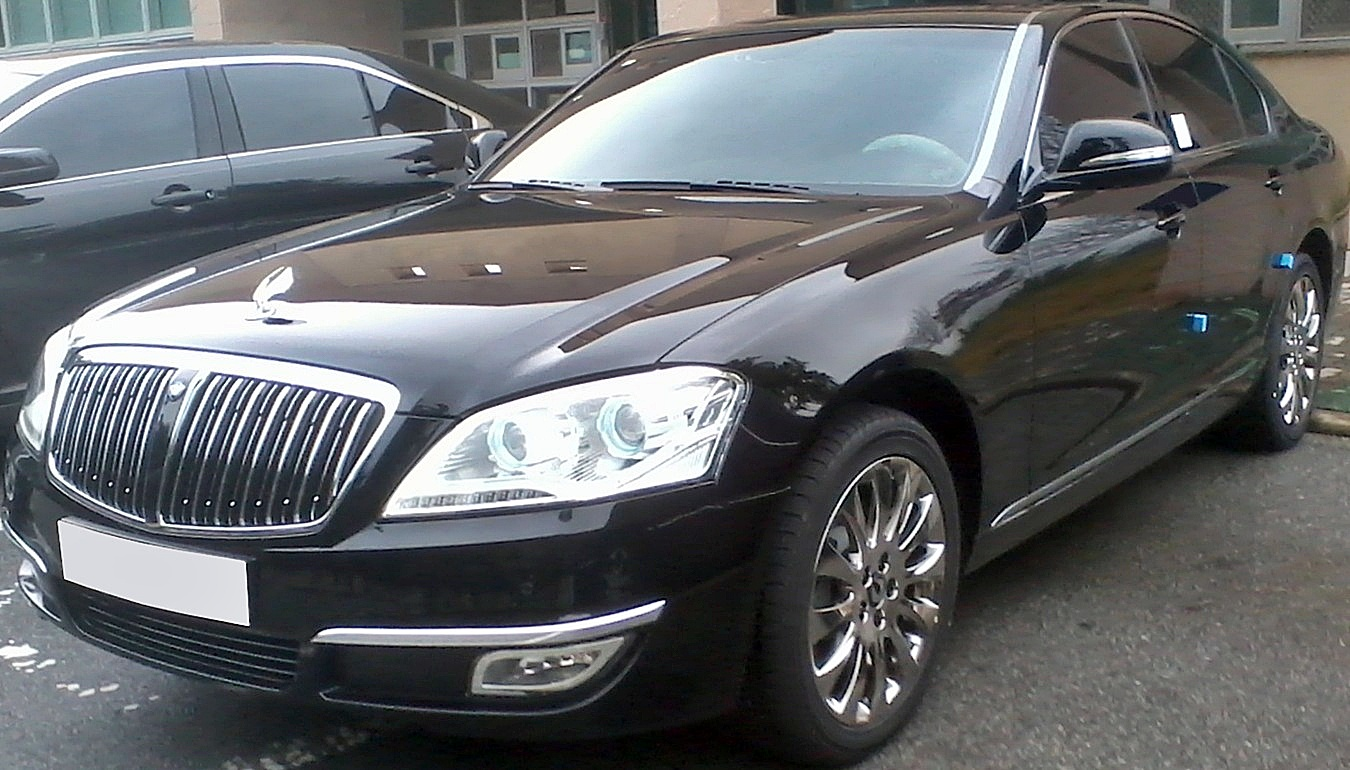
SsangYong New Chairman 2011–2017

Den mittlerweile mit einem Facelift versehenen Chairman gibt es (Stand Anfang 2008) mit Links- oder Rechtslenkung als 500S auf einem gegenüber dem W 124 gestreckten Radstand (2900 mm), angetrieben von einem 2,8-Liter-Reihensechszylinder (148 kW/201 PS), als 600S von identischer Größe mit einem 3,2-Liter-Reihensechszylinder (162 kW/220 PS) oder als 600L mit 30 cm längerem Radstand. Serienmäßig ist eine Fünfgangautomatik, die wie die Motoren von Mercedes stammt.